# Rue Kouwatli

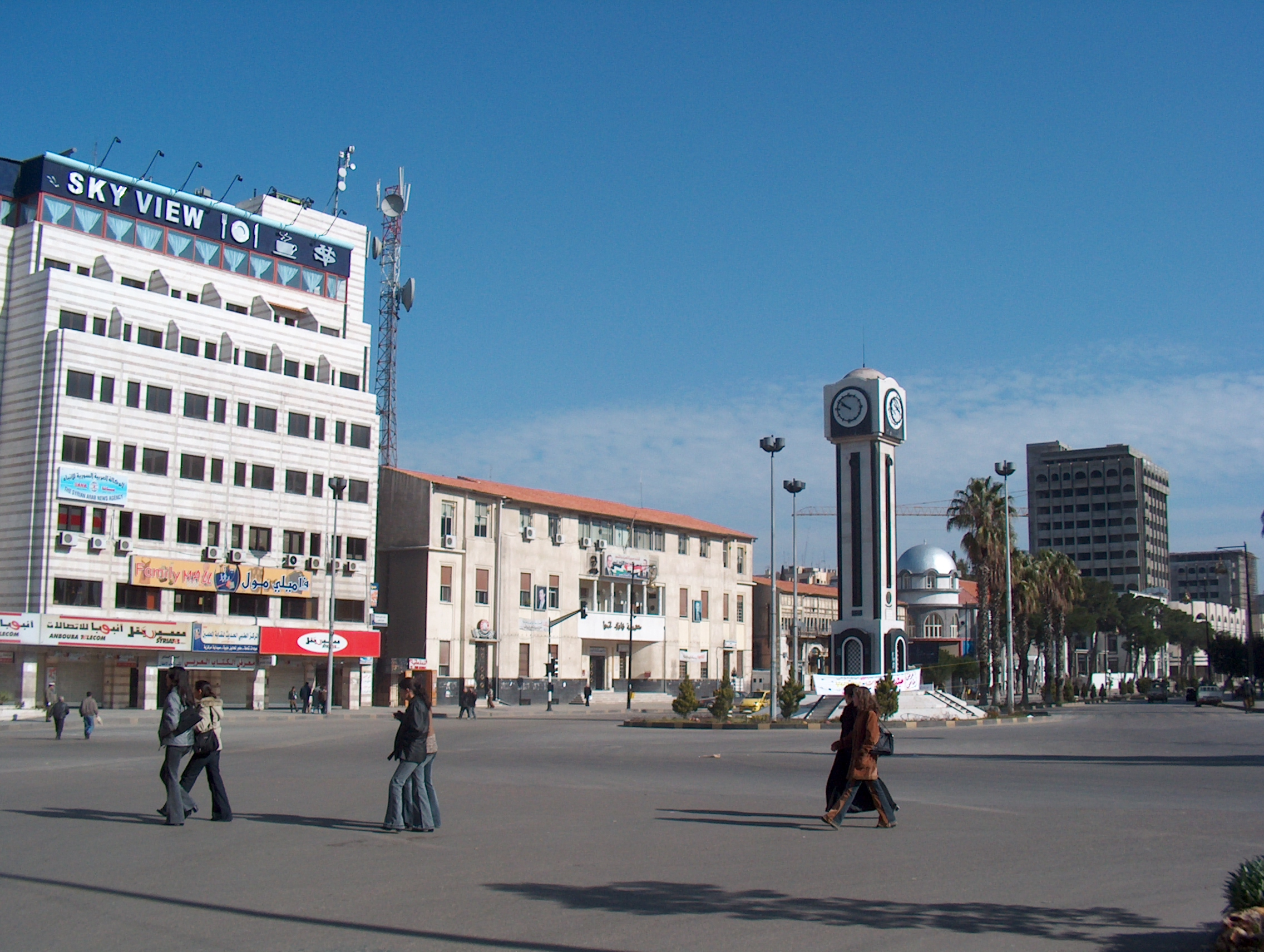
La Nouvelle Horloge et perspective de la rue Kouwatli, en 2004.

La rue Choukri al-Kouwatli (en arabe : شارع شكري القوتلي), plus communément désignée sous le nom de rue Kouwatli, est l'artère principale du centre-ville de Homs, en Syrie.

## Situation et accès
Longue d’environ 400 mètres, elle relie la place des Martyrs à la place Jamal Abd al-Nasir (connue aussi comme la place de la Nouvelle Horloge).

## Origine du nom
La rue Kouwatli, porte le nom de l'ancien président syrien Choukri al-Kouatli.

## Historique
Autrefois appelée « rue al-Saraya », elle a été rebaptisée « rue Kouwatli » après l'indépendance.
Elle a été le théâtre de manifestations pacifiques au début du soulèvement syrien en 2011, notamment autour de la place Jamal Abd al-Nasir (ساحة جمال عبد الناصر).